# La reina de España
La reina de España es una película española dirigida por Fernando Trueba, estrenada el 25 de noviembre de 2016. Esta cinta es una secuela de la película de 1998 La niña de tus ojos, también dirigida por Trueba.

## Argumento
En los años cincuenta, aproximadamente veinte años después de los hechos narrados en La niña de tus ojos, la actriz Macarena Granada, convertida en una estrella de Hollywood, vuelve a España para rodar una superproducción sobre la reina Isabel la Católica. Aquí se encontrará con sus antiguos compañeros.

## Reparto
- Penélope Cruz: Macarena Granada
- Antonio Resines: Blas Fontiveros
- Neus Asensi: Lucía Gandía
- Ana Belén: Ana
- Javier Cámara: Pepe Bonilla
- Chino Darín: Leonardo "Leo" Sánchez
- Loles León: Trinidad "Trini" Morenos
- Arturo Ripstein: Sam Spiegelman
- Jorge Sanz: Julián Torralba
- Rosa María Sardà: Rosa Rosales
- Santiago Segura: Castillo
- Cary Elwes: Gary Jones
- Clive Revill: John Scott
- Mandy Patinkin: Jordan Berman
- Carlos Areces: Francisco Franco
- Aida Folch: Novia
- Jesús Bonilla: Marco Bonilla
- Ramón Barea: Ramón
- Anabel Alonso: Teleoperadora

## Premios
31.ª edición de los Premios Goya
| Categoría                     | Nominados            | Resultado |
| ----------------------------- | -------------------- | --------- |
| Mejor actriz protagonista     | Penélope Cruz        | Nominada  |
| Mejor dirección de producción | Pilar Robla          | Nominada  |
| Mejor diseño de vestuario     | Lala Huete           | Nominada  |
| Mejor fotografía              | José Luis Alcaine    | Nominado  |
| Mejor dirección artística     | Juan Pedro de Gaspar | Nominado  |

#### Premios Platino[2]
| Año  | Categoría               | Nominados            | Resultado |
| ---- | ----------------------- | -------------------- | --------- |
| 2017 | Mejor Dirección de Arte | Juan Pedro de Gaspar | Nominado  |

## Polémica
Las palabras de su director, Fernando Trueba, durante su discurso de aceptación del Premio Nacional de Cinematografía (San Sebastián, 2015), quien dijo no haberse sentido en su vida «ni cinco minutos español», motivaron un llamamiento al boicot de la película en las redes sociales. También afirmó que "en caso de guerra iría con el enemigo", y "qué pena que España ganara la Guerra de Independencia; a mí me habría gustado muchísimo que la ganara Francia". La película fracasó en taquilla.
En 2017, en el programa de televisión Espejo Público, dijo sobre aquellas declaraciones "soy español, amo este país y vivo en este país por elección, no que me hayan condenado como a los cubanos que no les dejan salir, a mi me encanta mi país".
La reina de España formó parte del programa oficial del Festival de Cine de Berlín 2017, en la sección Berlinale Special Gala, en la que se presentan obras actuales de cineastas contemporáneos.